# Benito Chaín
Benito Chaín fue un estanciero y militar de origen español con destacada participación en las guerras por la independencia, en las que defendió la causa realista en el territorio de la Banda Oriental (Uruguay).

## Biografía
Nació en la feligresía de Santa María de Luz de Valonga, obispado de Lugo (provincia de Lugo, Galicia, España), el 22 de marzo de 1762, hijo de Benito Chaín y de Lorenza Fernández.

### Campañas contra los charrúas
A fines del siglo XVIII se trasladó al Río de la Plata. Sirvió en las milicias de Montevideo desde 1779 en calidad de distinguido bajo el mando del capitán Roque Ibañez. En enero de 1790 pasó a servir en la compañía de vecinos de Mercedes a las órdenes del capitán Pedro Ramos (afectado al territorio del Río Negro) y finalmente en las de Colonia del Sacramento hasta el 17 de marzo de 1797, en el cual obtuvo despacho de teniente de la 8.º compañía de Vecinos del Regimiento de Caballería de la Colonia.
Alternaba sus tareas en la milicia con actividades ganaderas, tanto legales como clandestinas, con buen éxito general aunque no estuvo exento de decomisos como el sufrido en marzo de 1796 en Mercedes. Estaba también a cargo del Estanco de la Capilla Nueva (Mercedes) función que retuvo hasta agosto de 1800.
En el invierno de 1798 intervino en la campaña invernal a las Sierras (zona actualmente brasileña) contra los indios charrúas y minuanes, lo que le valió ser nombrado por decreto del 20 de abril de 1799 capitán de la compañía de milicias de caballería del Partido del Uruguay (Paysandú).
Al mando de las tres compañías del escuadrón del Regimiento de la Colonia, situadas al norte del río Negro, participó en 1801 de la expedición que al mando de Jorge Pacheco desalojó a los indígenas del norte de la Banda Oriental, entre las serranías del río Cuareim y del Arapey, paralizando el avance de los malones.

### Guerra contra Portugal
Ese mismo año, en el marco de las operaciones destinadas a frenar la invasión portuguesa a las Misiones Orientales fue destinado por el virrey Joaquín del Pino a Misiones con cien hombres de su regimiento pero al llegar a Santo Tomé el gobernador de la provincia Joaquín de Soria lo despachó en auxilio del comandante de la frontera Pedro Antonio Durán.
Atacó a los portugueses que habían vadeado el río en el departamento Concepción (Misiones) y los expulsó de la Guardia de San Lucas forzándolos a repasar el río.
De regreso en Santo Tomé fue prontamente retirado por el gobernador y regresó con sus tropas a Capilla Nueva. Allí, en 1803 edificó su primer cuartel contribuyendo con cien pesos. El 24 de abril de 1803 obtuvo la jefatura de una compañía del Regimiento de Milicias disciplinadas de Colonia.
El 4 de enero de 1805, el Rey de España agradeciendo sus servicios le dona unas islas sobre el río Uruguay entre Zanja Honda y el Arroyo Negro.

### Invasiones británicas
Al producirse en 1806 la primera invasión británica al Río de la Plata, recibió la noticia marchando a Colonia y decidió retroceder a Paysandú para levantar refuerzos que condujo a Colonia donde con el grado de capitán el 28 de julio se sumó a las fuerzas que al mando de Santiago de Liniers se disponían a recuperar la ciudad de Buenos Aires. Al frente de la 2.º compañía del Voluntarios de Caballería de Colonia del Sacramento (130 hombres) (según la relación firmada por Liniers en Colonia el 3 de agosto) participó de la reconquista de Buenos Aires. A una cuadra de la Plaza Mayor se unió al Cuerpo de Artilleros de Francisco de Agustini y dividió sus fuerzas en dos grupos que se internaron por las calles del Correo (calle Florida) y Catalanes (calle 25 de Mayo). Junto a los voluntarios de Montevideo al mando de Juan Balbín González Vallejo dejaron en retaguardia la artillería empeñando el combate cuerpo a cuerpo. consiguiendo desalojar al invasor de su posición en la esquina de la Catedral y avanzando hacia la Recova de Buenos Aires, defendida por el Regimiento n.º 71 Highlanders. Junto a los corsarios franceses de Hipólito Mordeille llegó con sus hombres hasta las líneas enemigas donde las balas mataron a su sargento y varios de sus hombres y quebraron la espada que esgrimía, tras lo que tomando la de uno de los caídos continuó el avance hasta el rastrillo del Fuerte de Buenos Aires en persecución del enemigo que se replegaba.
Recuperada Buenos Aires, permaneció de guarnición en la ciudad al mando de un escuadrón de Blandengues de Montevideo con 118 hombres. Durante la campaña aportó 240 pesos de su peculio.
Por su desempeño fue distinguido por el Cabildo de Buenos Aires el 3 de enero de 1807 con el obsequio de una espada toledana con guarnición y empuñadura de oro mandada expresamente a fabricar para reponer la que había perdido en combate destrozada por una bala.
Al caer Montevideo en manos de los británicos se retiró a su estancia aduciendo una grave enfermedad respiratoria. Desde allí ayudó a los emigrados en Buenos Aires mientras «por no enriqueder al comercio del enemigo posesionado de Montevideo» dejó de remitir «más de 8000 cueros y 3000 arrobas de sebo que tenía disponibles, y cuyo producto no hubiera bajado de 24000 y más pesos fuertes» pese a haber sufrido el incendio de su vivienda.
Convocado a sumarse a las milicias en operaciones el 9 de junio de 1807 por Francisco Javier de Elío desde la Calera de las Huérfanas, declinó por motivos de salud la incorporación que se dejaba a su criterio, reintegrándose a filas recién en noviembre de 1807 bajo el mando de Bartolomé Riesgo en la Capilla de Mercedes.

### Funcionario
En abril de 1808 Liniers lo nombró «Comisionado para celar la misma extracción y la consiguiente introducción de contrabando» para controlar las extracciones de ganado hacia Brasil por el río Negro. Como compensación, los embargos serían para su exclusivo beneficio.
En 1809 fue ascendido a teniente coronel de milicias y la corona le otorgó el Marquesado de las Islas del Río Uruguay, honor que algunas fuentes ponen en duda.
En ese año pasó como comandante al pueblo de Paysandú, a cuya planificación y delineamiento contribuyó.
Bien vinculado en Buenos Aires, en los primeros momentos de la Revolución de Mayo de 1810 recibió de la Primera Junta el encargo de planificar el villorrio de San Benito de Paysandú. Las dificultades con los vecinos lo llevaron a renunciar al encargo el 22 de junio de 1810 en carga a la Junta donde describe al naciente pueblo como un «conjunto de ranchos de paja (excepto tres casitas de poco costo), mal formados y dirigidos al antojo de cada individuo».

### Lucha contra la revolución
Al tornarse evidente el cariz revolucionario de la Junta, se mantuvo sin tomar determinación alguna durante algunos meses y finalmente se pronunció por la causa de España, ofreciendo sus servicios a Francisco Javier de Elío. Delineó un vasto plan contrarrevolucionario, desechado por irrealizable, y en Paysandú armó a más de 200 hombres que sostuvieron guerrillas contra el ejército patriota.
Al retirarse Gaspar de Vigodet de Colonia quedó aislado en Paysandú y fue capturado el 7 de marzo de 1811 por el capitán Francisco Bicudo y conducido a Mercedes. Liberado por Venancio Benavídez, Ramón Fernández y Pedro Viera, el 30 de marzo fue nuevamente capturado por José Gervasio Artigas, quien tras dejarlo detenido en Paysandú, antes de remitirlo a Buenos Aires gracias a «buenos amigos y poderosas recomendaciones» le franqueó el paso al campo realista.
En agosto de 1811 se encontraba nuevamente en Paysandú. 
Al producirse la invasión portuguesa de 1811 auxilió a la partida portuguesa de 55 milicianos que al mando de Manuel Carvallo y de Bento Manuel Ribeiro, el 1 de septiembre derrotó en Paysandú a una compañía de 50 hombres de caballería patriota al mando del capitán Francisco Bicudo, la mayor parte de los cuales murieron.
El 7 de septiembre recibió de los portuguesas el comando del pueblo y Elío le envió doscientas armas y cuatro mil cartuchos. Sin embargo, ante el avance patriota al mando del capitán Ambrosio Carranza, los realistas y 30 portugueses que permanecían en la posición se embarcaron el 8 de octubre llevándose por la fuerza numerosas familias y enemigos políticos, «previo saqueo de tiendas, pulperías y casas particulares». Aunque tenpia a sus órdenes una flotilla de 17 buques, Chaín se situó con una fuerza de 300 hombres en San José del Uruguay, posición lejana de la costa.
Tras reunirse en Paysandú las tropas de Miguel del Cerro y de Carranza, con 750 hombres avanzaron sobre San José. Cercado, Chaín presentó a los patriotas copia del Tratado de Pacificación de octubre de 1811 por el que Paysandú debía pasar a manos realistas, lo que no se verificó hasta después del Éxodo oriental.
Una vez en Paysandú, son una división de 200 hombres continuó colaborando con las operaciones de la flotilla española. Pero encontrándose en apuros el comandante español de Arroyo de la China, Chaín le envió sólo un piquete de 40 portugueses, excusándose ante las recriminaciones de Vigodet en lo incierto de su posición, viéndose obligado incluso a pernoctar él mismo en los buques de guerra y la guarnición en las islas vecinas.
La pérdida del control de la campaña hizo insostenible la posición y considerada ya estratégicamente inútil fue abandonada. En marzo de 1812 recibió instrucciones de Vigodet de incorporarse con sus hombres al Ejército Portugués y procurar la permanencia del general Diego de Souza con sus fuerzas en el territorio oriental.
En agosto y septiembre de 1812 permaneció con sus partidas recorriendo la campaña. El 10 de septiembre recibió de Vigodet instrucciones de ordenar el repliegue de todas las partidas al Cordón.

#### Sitio de Montevideo
Chaín marchó con sus tropas a Montevideo, llevando a su familia y a los esclavos del establecimiento, que pasaron a formar en el batallón de Pardos y Morenos.
El 17 de noviembre recibió de Vigodet el grado de coronel graduado de caballería, con el cual participó de la defensa de Montevideo durante el segundo sitio (1812-1814) al que fue sometido por las fuerzas independentistas.
El 20 de octubre, poco después de recibir la noticia de la caída del Triunvirato, el ejército patriota ponía sitio nuevamente a Montevideo.
El 27 de octubre al frente de una partida de 140 hombres enfrentó guerrillas en el camino del Molino, a 3 millas de la plaza.
Encabezó la salida en la mañana del 1 de noviembre de 1812, día de Todos los Santos, en un intento fallido de sorprender la avanzada patriota situada sobre el Arroyo Seco. En el combate sus trescientos soldados de infantería fueron cargados y derrotados por cien dragones, debiendo replegarse sobre la ciudad con algunos heridos. En su Diario histórico del sitio de Montevideo, tras dejar constancia del uso de la bandera Argentina (Ya del Cerrito la cumbre — Recorre, y a nuestra vista — Por primera vez presenta—La blanca y celeste insignia), Francisco Acuña de Figueroa da fe de su papel destacado en el combate y califica a Chaín de «heroico jefe».
El 10 de diciembre cargó con su partida de descubierta una fuerza independentista que avanzaba por el camino del Buceo, cayendo herido su caballo. El día 11 tuvo nuevos enfrentamientos en la casa del Roteño.
El 31 de diciembre de 1812 tuvo destacada participación en la batalla del Cerrito. La columna de cien hombres de caballería a su mando sorprendió y derrotó a la vanguardia patriota al mando de Baltasar Vargas a la altura de Tres Cruces. Chaín capturó el baluarte tomando prisionero a Vargas, otros dos oficiales y 36 soldados, quedando otros tantos muertos en el campo. Tomó también un pequeño cañón y 28 caballos, perdidos luego al decidirse la victoria para el bando patriota.
El 2 de marzo recibió un balazo en el pecho pero una cartera llena de papeles que llevaba le salvó la vida y el 11 de abril fue herido en la pierna.
Junto a Luis Larrobla fue enviado por el general Gaspar de Vígodet a contactar a Artigas para aprovechar las diferencias que mantenía con José Rondeau y tratarlo "de reconciliar con la causa del Rey, con ofertas y garantías de toda especie". 
Tras desembarcar en la costa sur, cuya vigilancia estaba a cargo de las fuerzas de Artigas, mantuvo una reunión con el jefe oriental y para cuando dos días después la novedad llegó a Rondeau ya había regresado a la plaza sitiada. Independientemente del resultado de la gestión, habiendo tomado conocimiento Rondeau del encuentro Artigas se vería probablemente expuesto a cargos de traición, lo que fue señalado por esos autores como la causa principal de su deserción.
En la certificación de servicios, Gaspar de Vigodet daría testimonio de que «nadie se había hecho más acreedor que este benemérito oficial á la Real beneficencia de NM, por que nadie habia servido con más lealtad ni con más valor, pues su entera consagracion á la justa causa le habia expuesto incesantemente á toda suerte de peligros, arruinado del todo su opulenta fortuna, y se habia hecho el blanco del odio de los rebeldes (…) ninguno podia presentar una relacion mas extensa ni mas verdadera de sus servicios militares y sacrificios pecunarios (…) mandó durante todo el segundo sitio de Montevideo los puntos exteriores y las Partidas abanzadas y que en este detino podía casi contar tantas acciones gloriosas como dias la plaza de su obstinada resistencia».
A comienzos de 1814 Montevideo continuaba sitiada pero solo por tierra. Habiendo sido derrotado en sus incursiones, el comandante naval realista Domingo Loaces se había replegado a la isla Martín García para construir alojamientos destinados a los enfermos de la plaza, reforzar las defensas de la isla y preparar el asalto a Colonia del Sacramento. A esos efectos fueron enviados la compañía de Chaín, un cañón y treinta artilleros al mando del capitán del cuerpo de ingenieros Miguel Olave y se planeaba agregar a su fuerza naval el Cisne, el Queche y la Paloma.
No obstante, en febrero Loaces regresó a Montevideo dejando en Martín Garía una guarnición del cuerpo de Chaín al mando del oficial del Regimiento Fijo de Buenos Aires José Benito de Azcuénaga y un corsario. Iniciada la Campaña Naval de 1814 Guillermo Brown fue vencido por Jacinto de Romarate en la primera jornada del Combate de Martín García pero tras recuperarse pasó a la ofensiva cuando su adversario lo suponía vencido y ocupó la isla, con lo que la suerte de Montevideo estaba echada. Azcuénaga logró embarcarse con los restos del destacamento del cuerpo de Chaín algunos de cuyos soldados condujeron la noticia a Montevideo.
En la junta mixta de guerra del 18 de junio de 1814, con la presencia de los mandos militares, del Cabildo de Montevideo y el Consulado de Montevideo, Benito Chaín se opuso junto a Faustino Galeano y Ambrosio del Gallo a rendirse.

#### Tras la caída
Tras la caída de la plaza en 1814 fue tomado prisionero. Habiendo recibido instrucciones de Gervasio Posadas para su ejecución, Carlos María de Alvear conmutó la pena y dispuso su trasladado a la ciudad de Buenos Aires.
Ante noticias de que los portugueses ocupaban Maldonado, el 7 de enero de 1817 fugó del Fortín Navarro y llegó a Montevideo el 11 de marzo de ese año.
Retirándose de la actividad pública pero vuelto a su estancia de San Javier no pudo mantenerse extraño al movimiento político. Residente en Montevideo, lideró uno de los partidos de españoles realistas (el otro era liderado por Ríos) que en previsión de una retirada portuguesa pretendía hacerse cargo de la ciudad en espera de la expedición española. Habiendo reunido mil fusiles, quinientos sables y elegido al brigadier Ambrosio de la Cuadra, prisionero en la ciudad, para conducirlos, fueron detenidos por Carlos Federico Lecor y desterrados en la isla Santa Catarina en diciembre de 1819.

### España
En abril de 1819 solicitó y obtuvo el nombramiento de Comendador de la Orden de Isabel la Católica.
Había casado en primeras nupcias con Francisca Antonia Redruello y en segundas con Juana Troytiño y García, natural de Galicia, y tenía al menos dos hijos, pero alejado de su familia e intereses regresó a España.
En 1823 fue a residir en Medina Sidonia, Cádiz (España). 
Pese a su regreso a la península, era tal su influencia en la campaña de la Banda Oriental ocupada por los portugueses que en el "Plan de Defensa" elevado por Juan Florencio Perea al Barón de la Laguna se quejaba de que «recórrase la campaña y se verá que sus preguntas no tienden a otra cosa que a indagar que dice Chaín desde su gobierno de Medina-Sidonia». Y seguía afirmando que Chaín «desde la península ha entusiasmado tanto a estos ignorantes» con la noticia de que era inminente una expedición de reconquista.
La vasta propiedad de San Javier quedó a cargo de su primogénito José María Chaín, que residía con su esposa Mercedes Hornos. 
Fallecido su primogénito en marzo de 1829, en 1831 instruyó por carta a su hijo de igual nombre para que iniciara acciones a los efectos de recuperar los campos de San Román y San Javier ya que con motivo de la guerra del Brasil había perdido 70000 cabezas de ganado consumidas por ese ejército.
Falleció sin testar el 5 de diciembre de 1831 en Medina Sidonia sin más mención que la convocatoria a acreedores y herederos aparecida en la Gaceta de Madrid del 29 de mayo de 1832:
«En virtud de providencia del juzgado de la capitanía general de Andalucía se cita á los parientes que puedan tener derecho á los bienes que han quedado por la muerte abintestato del coronel de caballería retirado en la ciudad de Medinasidonia, Don Benito Chaín, que parece residen fuera de España, y á cualquier acreedor, para que acudan á deducirle en el expresado juzgado en el término de un año; apercibidos que pasado sin haberlo verificado les parará perjuicio.»
Esto confirma tiempo y lugar de su fallecimiento. El historiador Cutolo confundiéndolo con su hijo homónimo afirma que regresó de España, desarrolló una carrera política en Uruguay y murió en 1869, a la edad de 107 años.
Fue su hijo Benito Javier Chaín, nacido en Montevideo en 1801, representante ante la II Legislatura de la Cámara de Representantes de Uruguay (1834-1837) por el departamento de Paysandú entre el 25 de febrero de 1834 y el 14 de febrero de 1837 y de la III Legislatura, recuperó la estancia familiar hasta 1841 en que fue incautada por la ley de interdicciones del gobierno de Manuel Oribe y entregada al exjefe político Vicente Nuvell, y nuevamente en noviembre de 1851, fue vocal de la Junta Económica Administrativa desde el 9 de marzo de ese año hasta su renuncia el 10 de marzo de 1853 por el atropello que sufrió la corporación en pleno por la inconducta del comandante Ambrosio Sandes, presidente del municipio de Paysandú en 1855 retuvo el cargo hasta octubre de 1858, en 1859 alcalde ordiario y en 1865 testigo del sitio de Paysandú. Vivió sus últimos años enfermo en Montevideo donde murió el 5 de diciembre de 1869.
Fue sobre todo persona de confianza del general Justo José de Urquiza, con quien lo unían también los negocios, y como tal fue enviado por el gobierno de la defensa durante el sitio de Montevideo a procurar su alianza contra Juan Manuel de Rosas mientras Andrés Lamas era enviado a la corte del Imperio del Brasil, misión que concluyó con éxito.
Una calle de Montevideo lleva el nombre de Benito Chaín, aunque probablemente en homenaje a su hijo.